# Mico munduruku
Mico munduruku és una espècie de primat de la família dels cal·litríquids. És endèmic del sud-oest de l'estat brasiler de Pará. El seu hàbitat natural és la selva amazònica. Té una llargada de cap a gropa de 180–276 mm, la cua de 277–330 mm i un pes de 250-435 g. El seu nom específic, munduruku, es refereix al poble amerindi dels mundurukús. Com que fou descobert fa poc, la Unió Internacional per a la Conservació de la Natura (UICN) encara no n'ha avaluat l'estat de conservació, però els seus descriptors consideren que està amenaçat per la desforestació i la construcció de centrals hidroelèctriques al seu medi.